# شانه‌موش گروه‌دوست
شانه‌موش گروه‌دوست (نام علمی: Ctenomys sociabilis) نام یک گونه از سرده شانه‌موش است.